# Neotoma micropus
Neotoma micropus е вид бозайник от семейство Хомякови (Cricetidae).

## Разпространение
Видът е разпространен в Мексико и САЩ (Канзас, Колорадо, Ню Мексико, Оклахома и Тексас).